# Morcone
Morcone ist eine Gemeinde in Italien in der Region Kampanien in der Provinz Benevento mit 4496 Einwohnern (Stand 31. Dezember 2023). Sie ist Bestandteil der Bergkommune Comunità Montana Titerno e Alto Tammaro.

## Geographie
Die Gemeinde liegt etwa 20 km nördlich der Provinzhauptstadt Benevento im Hügelland an der Ostseite des Monte Taburno. Die Nachbargemeinden sind Campolattaro, Cercemaggiore (CB), Cerreto Sannita, Circello, Pietraroja, Pontelandolfo, Santa Croce del Sannio, Sassinoro, Sepino (CB). Die Ortsteile lauten Bocchicci, Canepino Piscone, Colle Alto, Colle di Serra, Colonia Casetta, Coste, Cuffiano, Fiorenza, Fontana Vetica, Fosana, Galli, Giambellardini, Laici, Macchia, Montagna, Monti, Morcone Scalo, Piana, Piano Viola, Pontepescosardo, Ponte Stretto, Sassinora, Selvapiana, Solla, Stautieri, Torre und Zeoli.

## Wirtschaft
Die Gemeinde lebt hauptsächlich von der Landwirtschaft.

## Infrastruktur

### Straße
- Staatsstraße Benevento-Termoli

### Bahn
- Bahnstrecke Benevento–Campobasso

### Flug
- Flughafen Neapel

## Städtepartnerschaften
- Penela – Portugal seit 2008

## Persönlichkeiten
- Benedetto Maria della Camera (1837–1926), italienischer römisch-katholischer Geistlicher und Weihbischof in Cerreto Sannita